# 大沃夫尼揚卡
49°26′56″N 30°25′44″E / 49.44889°N 30.42889°E
大沃夫尼揚卡（烏克蘭語：Велика Вовнянка）是位於烏克蘭北部的村莊，由基辅州白采爾克瓦區的塔拉夏市鎮負責管轄。該村始建於1765年，面積3.97平方公里，海拔高度200米，2001年人口538，人口密度每平方公里135.6人。